# Щипко, Леонид Максимович
Большую роль в определении творческой судьбы журналиста сыграли знакомство и беседы с начальником Енисейского пароходства, писателем Иваном Назаровым.
Щипко Леонид Максимович (род. 21 мая 1927, Черкассы, Шевченковский округ) — советский и российский писатель, журналист и краевед. Член Союза писателей УССР и Союза журналистов России.

## Биография
Родился 21 мая 1927 года в городе Черкассы. Отец, Максим Семёнович — партийный работник, репрессированный в 1935 году, мать, Людмила Ефимовна — медицинский работник.
Во время Великой Отечественной войны окончил среднюю школу в эвакуации в Семипалатинске.
Окончил Криворожский горнорудный институт. Работал на шахтах Криворожского железорудного бассейна. В 1955 году назначен заведующим горнорудным отделом газеты «Красный горняк».
Как журналист посещал горные предприятия Урала и Грузии, в начале 1960-х годов за успешную работу премирован поездкой в Кемерово.
В 1964 году переехал в Красноярск, где начал работать в газете «Красноярский рабочий», с 1966 года — в газете «Водный транспорт», затем — «Вечерний Красноярск».

## Творческая деятельность
Печататься начал с 1948 года.
В годы работы горняком в Кривом Роге проявилась тяга к журналистике. Начал литературную деятельность в криворожском литературном объединении «Рудана». Член Союза писателей УССР с 1958 года.
Автор исторических повестей и романов. Очерки и рассказы печатались в газетах, альманахе «Енисей», журнале «Днепр», «Отчизна», «Прапор», «Советская Украина», «Работница», «Вокруг света», книги издавались в Днепропетровске, Красноярске, Москве, Новосибирске, Магадане, Архангельске.
На страницах своих книг впервые рассказал о событиях Великой Отечественной войны на севере Красноярского края.
За годы журналистской деятельности прошёл Енисей от истоков до Диксона, был на Северной Земле, на мысе Челюскина, многих полярных станциях на Карском море, участвовал в санно-тракторной экспедиции от Хатанги на остров Петра, в речной экспедиции по реке Пясина до фактории Тарея.

### Произведения
- Девушка с косой: рассказы о горняках. — Днепропетровск: Днепропетровское областное книжное издательство, 1957.
- Последователи Николая Мамая в Кривбассе. — Днепропетровск: Днепропетровское областное книжное издательство, 1958.
- Чудесное путешествие. Картины Криворожья 1965 года. — Днепропетровск: Днепропетровское областное книжное издательство, 1961.
- Звёздочка загорается: повесть и рассказы. — Днепропетровск: Днепропетровское областное книжное издательство, 1963.
- Арктический фронт: документальная повесть. — М.: издательство ДОСААФ, 1974.
- Капитаны северных морей. — Красноярск: Красноярское книжное издательство, 1975.
- Солона вода морская: историческая повесть. — Новосибирск: Западно-Сибирское книжное издательство, 1979 (переиздана в Магадане в 1983 году).
- Белый ветер: повести. — Красноярск: Красноярское книжное издательство, 1980.
- Защитники Карского моря: хроника военных событий. — Красноярск: Красноярское книжное издательство, 1985.
- Артельный фарт: повесть. — М.: Современник, 1986.
- Возвращение «Соловья Будимировича»: повесть. — Архангельск: Северо-Западное книжное издательство, 1986.
- Адъютант командора: исторический роман. — М.: Воениздат, 1988.